# Charles Frend
Pour les articles homonymes, voir Frend.
Charles Frend (Pulborough, 21 novembre 1909 – Londres, 8 janvier 1977) est un monteur et réalisateur de cinéma britannique.

## Biographie
Charles Frend a travaillé comme monteur sur plusieurs films de la période anglaise d'Alfred Hitchcock : Quatre de l'espionnage (Secret Agent, 1936), Agent secret (Sabotage, 1936) et Jeune et innocent (Young and Innocent, 1937). Durant plusieurs années, Frend eut ses quartiers aux installations d'Elstree de la Metro-Goldwyn-Mayer, et c'est là qu'il monta plusieurs films de la compagnie : Vive les étudiants (A Yank at Oxford, 1938), La Citadelle (The Citadel, 1938) et Au revoir Mr. Chips (Goodbye, Mr. Chips, 1939).
Frend fut promu réalisateur en 1942, et il dirigea une série de fictions et de documentaires de propagande non dénués d'intérêt. Après la guerre, il eut l'opportunité de mettre en scène plusieurs productions prestigieuses, parmi lesquelles L'Épopée du capitaine Scott (Scott of the Antarctic, 1948) et La Mer cruelle (The Cruel Sea, 1953).
Bien que la plupart de ses films soient de nature épique et spectaculaire, Frend se montra également capable de délivrer des comédies moins ambitieuses comme A Run for Your Money (1949) et Barnacle Bill (1957). Le dernier film dont Charles Frend fut le réalisateur principal est The Sky Bike, sorti en 1967 ; il termina sa carrière comme l'un des réalisateurs de la seconde équipe sur La Fille de Ryan (1970), le film de David Lean.

## Filmographie
comme réalisateur

### Cinéma
- 1940 : The Big Blockade
- 1942 : Un contremaître est allé en France (The Foreman Went to France)
- 1943 : Le Navire en feu (en) (San Demetrio London)
- 1945 : The Return of the Vikings (en) — court-métrage
- 1945 : Johnny Frenchman (en)
- 1947 : Les Amours de Joanna Godden (The Loves of Joanna Godden)
- 1948 : L'Épopée du capitaine Scott (Scott of the Antarctic)
- 1949 : De la coupe aux lèvres (A Run for Your Money)
- 1950 : L'Aimant (The Magnet)
- 1953 : La Mer cruelle (The Cruel Sea)
- 1954 : Lease of Life
- 1956 : S.O.S. Scotland Yard
- 1957 : Il était un petit navire (Barnacle Bill)
- 1960 : Cone of Silence (en)
- 1961 : Girl on Approval
- 1963 : Défi à Gibraltar (Beta Som), coréalisé avec Bruno Vailati
- 1967 : The Sky Bike

### Télévision
- 1959 : Interpol Calling (série)
- 1960 : Rendezvous (1 épisode)
- 1960 : Destination Danger (Danger Man) (9 épisodes)
- 1962 : Man of the World (3 épisodes)
- 1963 : Zero One (1 épisode)
- 1963 : The Sentimental Agent (5 épisodes)
- 1968 : L'Homme à la valise (Man in a Suitcase) (1 épisode)

comme scénariste
- 1940 : The Big Blockade
- 1943 : San Demetrio London
- 1949 : A Run for Your Money
- 1967 : The Sky Bike

réalisateur de la seconde équipe
- 1970 : La Fille de Ryan (Ryan's Daughter) de David Lean

comme monteur
- 1932 : Arms and the Man de Cecil Lewis
- 1934 : Le Chant du Danube (Waltzes from Vienna) d'Alfred Hitchcock
- 1934 : My Song for You de Maurice Elvey
- 1935 : Oh, Daddy! de Graham Cutts et Austin Melford
- 1935 : Fighting Stock de Tom Walls
- 1935 : Car of Dreams de Graham Cutts et Austin Melford
- 1935 : The Tunnel de Maurice Elvey
- 1936 : Quatre de l'espionnage  (Secret Agent) d'Alfred Hitchcock
- 1936 : East Meets West de Herbert Mason
- 1936 : Agent secret (Sabotage) d'Alfred Hitchcock
- 1936 : La Conquête de l'air (Conquest of the Air) d'Alexander Esway, Zoltan Korda e.a.
- 1937 : The Great Barrier (en) de Geoffrey Barkas et Milton Rosmer
- 1937 : Jeune et innocent (Young and Innocent) d'Alfred Hitchcock
- 1938 : Vive les étudiants (A Yank at Oxford) de Jack Conway
- 1938 : La Citadelle (The Citadel) de King Vidor
- 1939 : Au revoir Mr. Chips (Goodbye, Mr. Chips) de Sam Wood
- 1939 : Le lion a des ailes (The Lion Has Wings) d'Adrian Brunel, Brian Desmond Hurst, Michael Powell et Alexander Korda
- 1941 : La Commandante Barbara (Major Barbara) de Gabriel Pascal

comme acteur
- 1936 : La Conquête de l'air (Conquest of the Air)  (non crédité : le narrateur)

## Référence
- (en) Cet article est partiellement ou en totalité issu de l’article de Wikipédia en anglais intitulé « Charles Frend » (voir la liste des auteurs).